# Resultados do Carnaval de Florianópolis em 2015
Resultados do Carnaval de Florianópolis em 2015.

## Escolas de samba

### Grupo Especial
| Colocação | Escola                 | Pontos | Notas     | Ref.        |
| --------- | ---------------------- | ------ | --------- | ----------- |
| 1º        | Protegidos da Princesa | 267,6  |           | [ 1 ] [ 2 ] |
| 2º        | União da Ilha da Magia | 265,4  | Desempate | [ 1 ]       |
| 3º        | Copa Lord              | 265,4  |           | [ 1 ]       |
| 4º        | Dascuia                | 258,6  |           | [ 1 ]       |
| 5º        | Unidos da Coloninha    | 258,1  |           | [ 1 ]       |
| 6º        | Consulado              | 253,8  | Rebaixada | [ 1 ]       |

### Grupo de acesso
| Colocação | Escola                    | Pontos | Nota      | Ref.  |
| --------- | ------------------------- | ------ | --------- | ----- |
| 1º        | Nação Guarani             | 245,2  | Promovida | [ 1 ] |
| 2º        | Futsamba Josefense        | 244,6  |           | [ 3 ] |
| 3º        | Acadêmicos do Sul da Ilha | 242    |           | [ 3 ] |
| 4º        | Império Vermelho e Branco |        |           | [ 3 ] |
| 5º        | Amigos do Caramuru        | 0      |           | [ 3 ] |

## Blocos de enredo
| Colocação | Bloco                  | Pontos | Ref.  |
| --------- | ---------------------- | ------ | ----- |
| 1º        | Unidos do Morro do Céu | 60     | [ 2 ] |
| 2º        | A nossa Turma          | 59,8   | [ 4 ] |
| 3º        | Filhos da Lua          | 59,3   | [ 4 ] |